# Сильман, Фёдор Фёдорович
Фёдор Фёдорович Сильман (1854—1926) — русский военно-морской деятель, вице-адмирал, Георгиевский кавалер.

## Биография
- 13 апреля 1875 года гардемарин; выпущен из Морского училища в 3-й флотский экипаж
- 30 августа 1876 года мичман
- 1876—1877 годах — ходил на фрегате «Светлана» под командованием вел. кн. Алексея Александровича
- 1877 год — ревизор на пароходо-фрегате «Храбрый»
- 1 января 1881 года лейтенант
- 4 апреля 1881—1888 год — младший отделенный начальник Морского училища
- 1886—1888 годы — слушал курс учебной артиллерийской команды
- 1888—1889 годы — курс по минному делу
- 1889 год — заграничное плавание на крейсере «Владимир Мономах», сначала командир 1-й роты, затем старший офицер
- 1891 год — старший офицер лодки «Манджур»
- 27 мая 1891—1893 год — старший офицер крейсера 1 ранга «Память Азова»
- 5 апреля 1892 года — капитан 2 ранга «за отличие»
- 1 января 1893—1893 год — командир канонерской лодки береговой обороны «Гроза»
- 13 марта 1893—1895 год — командир портового судна «Могучий»
- лето 1895 года — временно заведовал 3-м флотским экипажем
- 20 февраля 1895—1898 год — командир броненосца береговой обороны «Смерч»
- 1896 год — зачислен в артиллерийские офицеры 2-го разряда
- 12 января[1]  — 6 декабря 1898 года — командир минного крейсера «Гайдамак»
- 6 декабря 1898—1900 год — командир морской канонерской лодки «Кореец»
- Участник Китайской кампании 1900—1901 годов. Участвовал в бомбардировке Таку в ночь с 3 на 4 июня, за что награждён орденом Св. Георгия IV степени (12 июня 1900 года)
- 30 июля 1900 года — назначен временно командующим крейсера 1-го ранга «Рюрик»
- 15 августа 1900 года командирован в Амой для конвоирования зафрахтованных пароходов с войсками, идущих из России в Китай
- 1 января 1901 года — капитан 1 ранга
- 1 января 1901—1901 — командир броненосца береговой обороны «Первенец»
- 6 декабря 1901—1906 год — командир 12-го флотского экипажа
- 6 декабря 1901 года — 25 апреля 1905 года[2] — командир крейсера 1 ранга «Память Азова»
- 11 сентября 1906—1907 года — и. д. Директора Инвалидного Императора Павла I дома
- 26 февраля 1907 года — контр-адмирал «за отличие» с утверждением в должности директора Инвалидного Императора Павла I дома
- 20 сентября 1911 года — вице-адмирал «с увольнением от службы»

## Награды
- Орден Святого Георгия IV степени (12.6.1900)
- Орден Святого Владимира III степени (17.4.1905)
- Орден Святого Владимира IV степени с бантом (22.9.1901)